# Best of the Rest
Best of the Rest je kompilacija hitova sastava Lynyrd Skynyrd.

## Popis pjesama
1. "I've Been Your Fool"
2. "Gotta Go"
3. "I'm A Country Boy"
4. "Double Trouble"
5. "Workin' For MCA"
6. "Call Me The Breeze"
7. "I Never Dreamed"
8. "T For Texas"